# Bengalia tibiaria
Bengalia tibiaria är en tvåvingeart som beskrevs av Villeneuve 1926. Bengalia tibiaria ingår i släktet Bengalia och familjen spyflugor. Inga underarter finns listade i Catalogue of Life.